# Anastase Murekezi

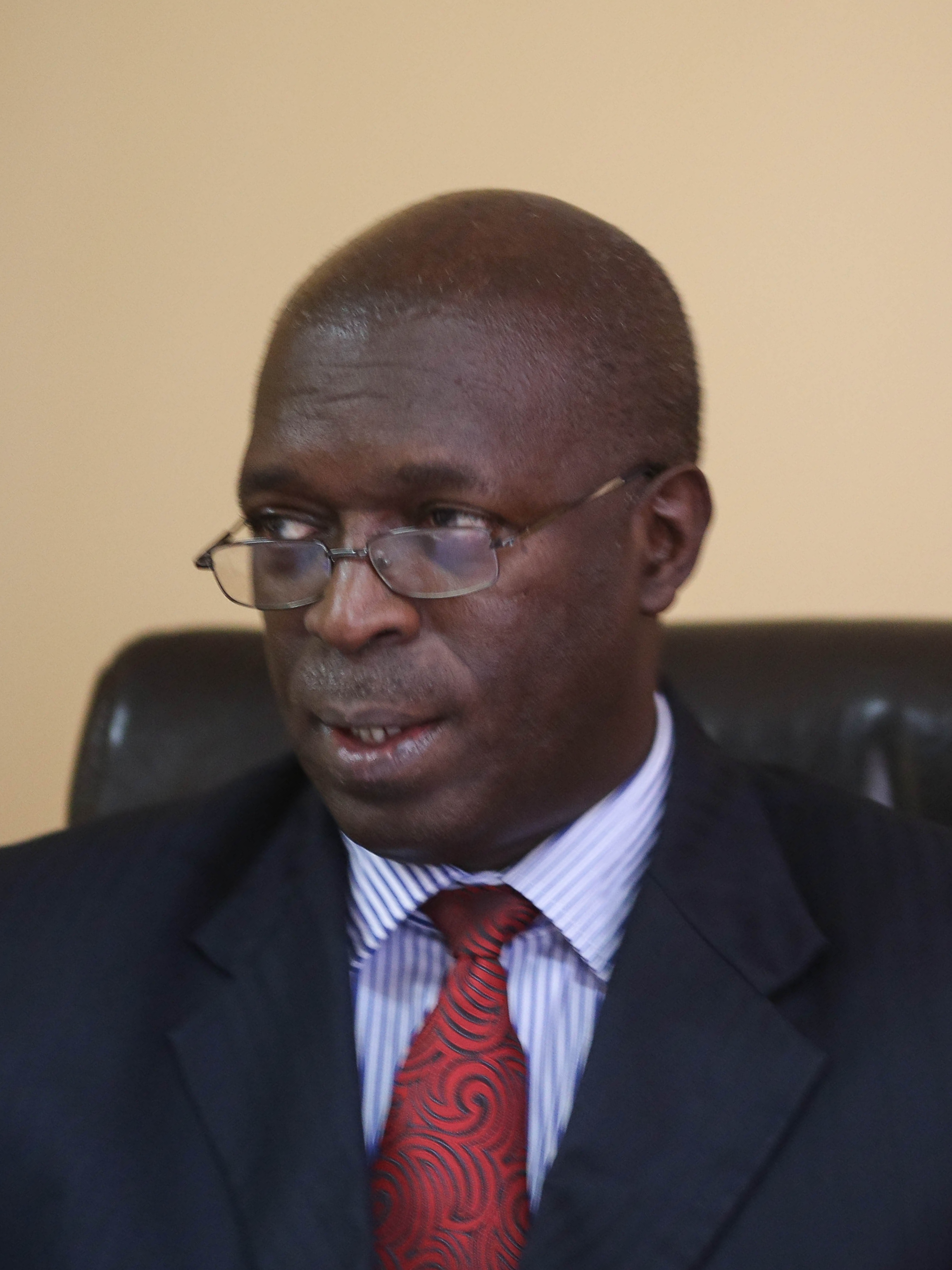
Anastase Murekezi (2014)

Anastase Murekezi (* 15. Juni 1952) ist ein ruandischer Politiker.

## Leben
Murekezi studierte an der Université catholique de Louvain in Belgien Agrarwissenschaften. Er war Minister für Arbeit in Ruanda. Von 24. Juli 2014 bis 30. August 2017 war Murekezi als Nachfolger von Pierre Habumuremyi Premierminister von Ruanda. Murekezi ist Mitglied der Partei Parti Social Démocrate (PSD).